# Härnösand (comune)
Härnösand è un comune svedese di 24 663 abitanti, situato nella contea di Västernorrland. Il suo capoluogo è la città omonima.

## Località
Nel territorio comunale sono comprese le seguenti aree urbane (tätort):
- Älandsbro
- Härnösand
- Ramvik (parte)
- Utansjö